# Pays nantais
Pour les articles homonymes, voir Nantais.
Le Pays nantais (Payiz de Naonte ou Paeï de Nàntt en gallo, Bro Naoned en breton) est l'un des neuf pays historiques de Bretagne dont Nantes est une des capitales. Il correspond à peu près au Comté nantais et à la baillie médiévale de Nantes.  
Il couvre une superficie de 7 323 km2, correspondant au territoire de l'actuel département français de la Loire-Atlantique (sauf Fercé, Noyal-sur-Brutz et Villepot qui sont dans le Pays rennais) et à quelques communes d'Ille-et-Vilaine (La Dominelais, Grand-Fougeray et Sainte-Anne-sur-Vilaine), du Morbihan (Camoël, Ferel, Pénestin, Nivillac, La Roche-Bernard, Saint-Dolay et Thehillac) et anciennement de la Vendée (Bois-de-Céné, Bouin, La Garnache et Grand'Landes).

## Pays traditionnels, aires de modes, terroirs
Chaque pays historique de Bretagne comporte des pays traditionnels pluriséculaires, des aires de modes (établies au XIXe siècle et au début du XXe) et des terroirs dont les spécificités sont liées aux modes de vie, aux us et coutumes des habitants : vestimentaires, linguistiques, alimentaires, etc. Les circonscriptions historiques du Pays nantais (cadre des doyennés, archidiaconés, anciens) étaient : Guérande, la Mée (ch.-l. Châteaubriant), Retz, Deçà-la-Loire (Nantes et Ancenis), Outre-Loire (Clisson). Les modernes "pays de programme" sont huit :
- le pays d'Ancenis ;

- le pays de Guérande ;
  - le Mitau; 
  - le Pays Paludier
  - le Pays Métayer ou de Brière

- le pays de la Mée ;
- le pays de Nantes ;
- le pays de Redon ;
- le pays de Retz ;
- le pays du Vignoble nantais.

## Langues
La limite linguistique (mouvante) entre l'ouest brittophone et l'est de langue gallaise (ou gallo) se surimpose à peu près aux divisions en « pays » historiques ou traditionnels, ce malgré le recul de la langue bretonne à partir du XVIIe jusqu'au début du XXe siècle, et du gallo depuis le milieu du XXe siècle.
Les identités traditionnelles se sont localement maintenues alors que le contexte économique et les mutations sociales ont profondément transformées le département, l'ouest particulièrement, et que les mouvements de populations (positifs ou négatifs selon les périodes) y ont été importants depuis les années 1930.
Pays anciennement de langue bretonne :
- pays de Guérande.

Pays anciennement bilingues (gallo majoritaire) :
- Mitau ;
- pays de Redon ;
- pays de la Mée ;
- pays d'Ancenis.

Pays anciennement de langue gallaise :
- pays de Nantes ;
- pays de Retz (nord);
- pays du Vignoble nantais.

Pays où le poitevin a été parlé :
- pays de Retz (sud) ;
- sud du Pays nantais et les Marches maintenant dans le département de la Vendée.